# LittleBigPlanet
LittleBigPlanet (en español PequeñoGranPlaneta) (comúnmente abreviado como LBP  y estilizado como LittleBIGPlanet) es un videojuego de plataformas y de lógica sandbox desarrollado por Media Molecule y publicado por Sony Computer Entertainment para la PlayStation 3. Es la primera entrega de la serie LittleBigPlanet. En LittleBigPlanet, el jugador controla a Sackboy, un muñeco de trapo personalizable. El juego se centra principalmente en la creación de contenido, con ejemplos como un editor de niveles y el Popit, un menú para acceder a las herramientas de creación. Antes de 2021, el jugador podía publicar niveles en línea y jugar a los niveles publicados por otros. El modo historia consta de ocho áreas temáticas, en las que Sackboy ayuda a varios Curadores Creadores de LittleBigPlanet antes de enfrentarse al Coleccionista, quien ha estado secuestrando y robando creaciones.
Media Molecule fue fundada por cuatro ex empleados de Lionhead Studios tras el lanzamiento de Rag Doll Kung Fu en 2005. Con el deseo de crear un videojuego centrado en la creación de contenido, presentaron un prototipo llamado Craftworld al presidente de Sony Computer Entertainment Worldwide Studios, Phil Harrison, quien elogió el concepto y aceptó financiar el proyecto. LittleBigPlanet fue anunciado por primera vez por Harrison en la Conferencia de Desarrolladores de Juegos de 2007, tras lo cual se desarrolló una campaña de marketing, pruebas beta y generó expectación entre la prensa y los consumidores. Tras un breve retraso para eliminar la letra controvertida de una canción con licencia del juego, LittleBigPlanet se lanzó mundialmente entre octubre y noviembre de 2008.
LittleBigPlanet recibió elogios de la crítica, con elogios por su jugabilidad creativa y su enfoque comunitario. LittleBigPlanet ganó varios premios al Juego del Año y otros premios por sus gráficos, música e innovación en la jugabilidad. En retrospectiva, algunas publicaciones lo han clasificado entre los mejores videojuegos de todos los tiempos. Tras unas ventas decrecientes en 2008, LittleBigPlanet alcanzó el éxito comercial, alcanzando los 4,5 millones de copias. A LittleBigPlanet le siguieron dos secuelas y varios spin-offs.

## Jugabilidad

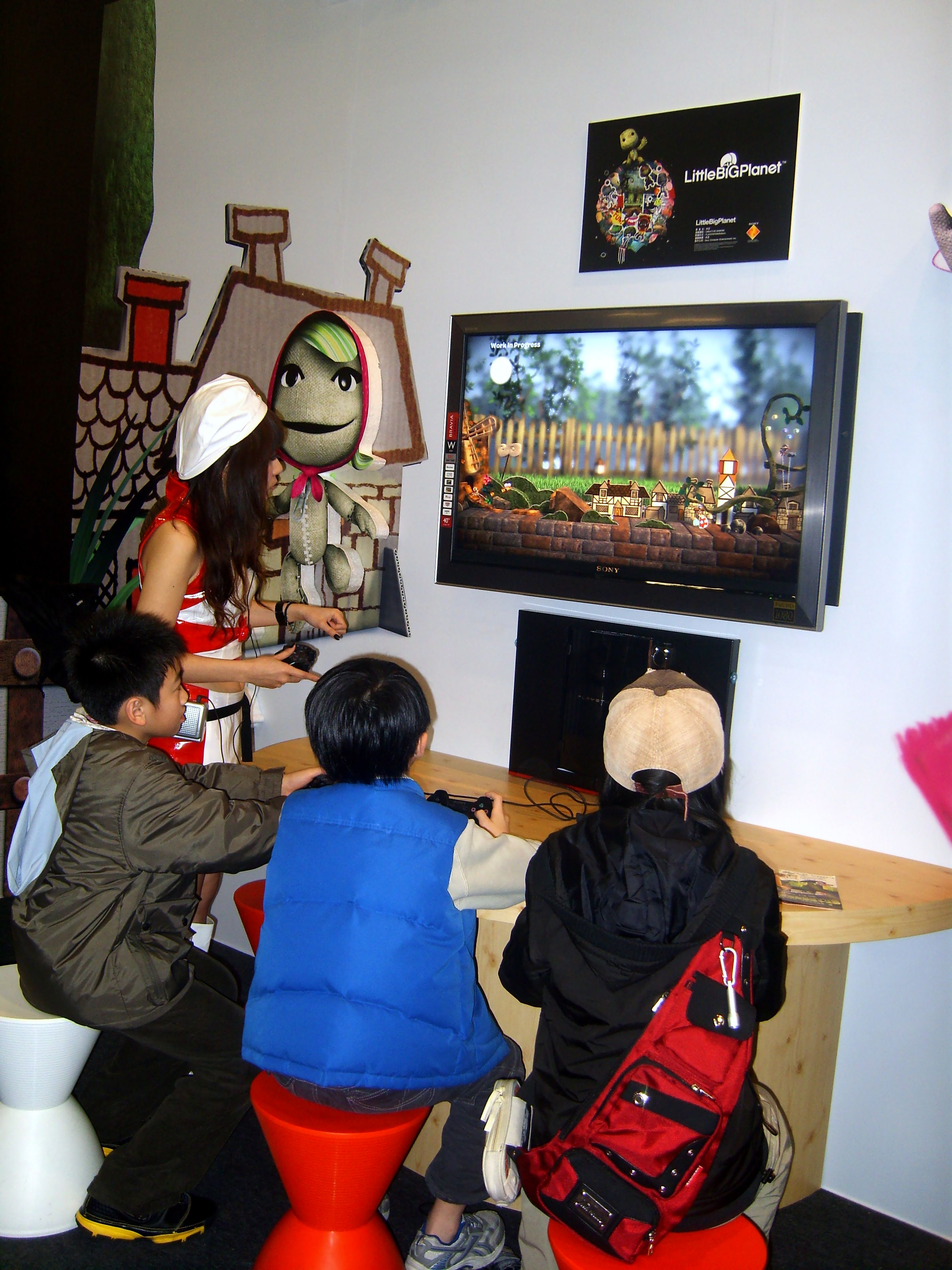
Jugadores de LittleBigPlanet en Taiwán.

En LittleBigPlanet, los jugadores controlarán pequeños personajes apodados sackboy, dependiendo de su material y apariencia. Cada uno puede correr y saltar, así como colgarse, arrastrar y empujar objetos. Los jugadores usan estas habilidades de diferentes formas: para jugar y explorar los ambientes del juego, en los que predominan las acciones de los juegos de plataforma como saltar, empujar, agarrarse y correr. El juego hace uso de un poderoso motor físico para crear su propio contenido, como por ejemplo ubicar etiquetas adhesivas en los niveles, así mismo se puede utilizar el editor de niveles para crear, destruir, editar y manipular niveles para finalmente compartir dichas creaciones con la comunidad en línea para después jugar con los niveles creados por el propio usuario con otros. Estas tres acciones son descritas por el eslogan del título: Jugar. Crear. Compartir.
Los jugadores comienzan dentro de su propio pod, un espacio personal desde el pueden acceder a los tres modos del juego, y decorar el cuarto con etiquetas adhesivas y decoraciones Inicialmente, sólo el modo de juego está activado, a partir del cual el jugador toma algunos tutoriales, narrados por Stephen Fry; y cuando lo básico está dominado, el jugador es libre de seguir desempeñando cualquier parte del juego.

### Jugar
La sección Jugar de LittleBigPlanet consiste de un número de niveles, creados por Media Molecule, y se basan en torno a distintos temas que se inspiran en lugares del mundo real, como los jardines japoneses, desiertos secos, calles de la ciudad de Nueva York y estepas de hielo de Rusia. Al completar los niveles que tienen a su disposición, el jugador podrá entonces avanzar la historia y jugar más niveles desbloqueados. El modo historia se compone de ocho áreas temáticas, cada una comprende tres o cuatro niveles y cada nivel contiene llaves coleccionables para desbloquear mini-niveles de bonus; por lo tanto, el modo historia comprende 51 niveles prediseñados en total.
Para controlar su personaje Sackboy, los jugadores los mueven usando las palancas análogas, saltar con una variedad de grados de altura, dependiendo de la presión aplicada al botón, y agarrarse de objetos para moverse o balancearse sobre ellos. Además del movimiento regular izquierdo-y-derecho, y a pesar de la mirada 2D del juego, los niveles consisten en tres niveles de profundidad - el primer plano, el medio y el fondo - y éstos pueden ser atravesados entre sí automáticamente por el mismo juego, o por orden del jugador.
Los jugadores también pueden optar para manifestar emociones en su Sackboy, aplicando varios grados de placer, miedo, tristeza, y enojo. controlar cada brazo de manera independiente con los controles análogos, cachetear a los otros jugadores , y usar la funcionalidad sensora de movimiento Sixaxis para animar la cabeza y cuerpo del personaje.

### Modos extra
Los modos extra (modo mi Luna y modo satélite) sirven para crear niveles y publicarlos, en el modo Mi Luna, o, para visitar Internet, en el modo satélite). en la parte descargable gratis el modo en línea no está disponible solo el modo historia.

## Argumento
Escenarios y personajes
LittleBigPlanet se desarrolla en el planeta titular, un mundo lleno de creaciones hechas por Creator Curators. Sackboy explora a través de ocho de las creaciones; cada uno con un tema basado en lugares de todo el mundo. Las ocho creaciones son los Jardines, la Sabana, las Bodas, los Cañones, la Metrópolis, las Islas, los Templos y el Desierto; cada creador curadores es el Rey, Zola el Rey León, Frida, el Tío Jalapeño, Mags el Mecánico, el Gran Maestro Sensei, el Gran Mago y el Coleccionista respectivamente. Cada creación se basa en Gran Bretaña, África, América del Sur, México, América, Japón, India y Siberia, respectivamente.
Historia
Después de que Sackboy explora los jardines, aprendiendo varias herramientas en el camino, el Rey envía a Sackboy a la sabana para que comience su aventura. Sackboy accidentalmente destruye una de las creaciones de Zola, pero Zola acepta perdonar a Sackboy si descubre qué es lo que preocupa al bisonte; Se descubre que la causa en los cocodrilos. Su rey, Croc, revela que Meerkat Mum estaba acusando a Croc de comerse al hijo de Meerkat Mum, Stripy Tail. Sackboy encuentra a Stripy Tail en un club VIP en una discoteca y lo lleva a Meerkat Mum.
Cuando Sackboy entra en las bodas, un mayordomo le revela que el novio de Frida, Don Lu, ha desaparecido. Sackboy encuentra a Don Lu, que se había perdido y agotado en las oscuras criptas. Frida, sin embargo, se alborota con una máquina destructiva llamada Skulldozer, creyendo que ha sido abandonada por Don Lu. Sackboy destruye el Skulldozer y reúne a Frida y Don Lu. Frida y Don Lu deciden viajar a los Cañones para su luna de miel, y Don Lu invita a Sackboy a conocer al tío de Don Lu, Jalapeño. Allí, un ciudadano llamado Devante revela que el sheriff Zapata secuestró a Jalapeño. Sackboy y Devante liberan a Jalapeño de su celda con el uso de bombas. Sackboy encuentra a Zapata en el Santuario de la Serpiente, quién intenta volar a Sackboy con bombas, suicidándose en el proceso. Jalapeño, con ganas de unas vacaciones, va la metrópoli con Sackboy. Un mecánico residente Mags revela que el artista marcial Ze Dude robó el auto de Mags. Ze Dude corre con Sackboy con el coche, pero lo estrella en un río. Después de que Sackboy recupera el coche de las aguas residuales, Ze Dude comienza a vandalizar el sitio de construcción de Mags con una máquina de bolas de fuego. Sackboy pelea y vence a Ze Dude y sus gorilas. Al encontrarlo como un luchador digno, Ze Dude envía a Sackboy a las Islas. Allí, el Gran Maestro Sensei entrena las habilidades de Sackboy como Guerrero para luchar contra los Oni Terribles. Después de que Sackboy salva al gato lanzallamas del Gran Maestro Sensei de un luchador de sumo, el Sensei envía a Sackboy a luchar contra los Oni Terribles en el volcán. Después, el Sensei envía a Sackboy a los Templos para conseguir un gato lanzallamas.
En los templos, el tendero envía a Sackboy a la Diosa para que ella guíe el camino de Sackboy. La Diosa revela que el Gran Mago necesita ayuda para "devolver el compartir al LittleBigPlanet". El Gran Mago le revela a Sackboy que el Coleccionista está robando creaciones alrededor de LittleBigPlanet y "no compartiéndolas en todo el mundo". El Gran Mago teletransporta a Sackboy al desierto para encontrar al Coleccionista. Sackboy rompe la base del Coleccionista y comienza a liberar a todos los habitantes de LittleBigPlanet de sus jaulas, incluidos los creadores del curador. Sackboy se enfrenta al Coleccionista, quién ataca a Sackboy con máquinas. Después de que Sackboy destruye sus máquinas, el Coleccionista intenta escapar a través de su vaina, que se descompone. Derrotado, el Coleccionista admite que se volvió malvado porque no tiene amigos con quienes compartir. El Rey aparece y se dirige al jugador, pidiéndole que sea parte de la comunidad de LittleBigPlanet.

## Secuela y versiones
En 2009 se publicó una versión para la videoconsola portátil PlayStation Portable (PSP), de igual nombre que el videojuego original pero esta versión no es la misma que la versión original de PS3. En 2011 se publicó una secuela, LittleBigPlanet 2. En 2012 se publicó LittleBigPlanet PS Vita una versión para la nueva videoconsola portátil de Sony, PlayStation Vita (PSVITA). En la conferencia de E3 (Electronic Entertainment Expo.) el 10 de junio de 2014, se dio a conocer la confirmación de la tercera entrega, LittleBigPlanet 3. Salió a la venta a mediados de noviembre, el videojuego fue publicado primeramente en la consola PS4, por lo tanto el juego también es jugable en la PS3. Sackboy: A Big Adventure, la cual es el juego más reciente, fue lanzado al mercado junto a PS5 el 12 de noviembre de 2020 para Japón, Norteamérica, Corea del Sur y Australia y 7 días después para el resto del mundo, aunque también se encuentra en PS4.

## Otros juegos LittleBigPlanet™
- LittleBigPlanet™ PSP
- LittleBigPlanet™2
- LittleBigPlanet™ Karting
- LittleBigPlanet™3  (para PS3 y PS4)
- LittleBigPlanet™ PlayStation®Vita